# پارکین
پارکین یک نان شیرینی زنجبیلی است که به‌طور سنتی با بلغور جو دوسر و ملاس تهیه می‌شود، و خاستگاه آن شمال انگلیس است. پارکین پس از پخت حالت سفتی دارد اما با مرطوب کردن سطح آن، نرم شده و حتی گاهی چسبناک می‌شود.

## مواد تشکیل دهنده
مواد اصلی پارکین شامل بلغور جو دوسر، آرد، گیاه خاکی سیاه (شبیه ملاس)، کره (به‌طور سنتی چربی خوک، اما در دستور العمل‌های مدرن از کره، مارگارین یا روغن کلزا استفاده می‌شود) و زنجبیل است. .
آرد مورد استفاده در پارکین در انگلستان حاوی مقدار کمی ماده خمیرمایه شیمیایی است که به خودی خود عمل می‌آید. اگر این مورد در دسترس نیست، یا اگر نسبت بلغور جو دوسر زیاد است، افزودن ماده مهار کننده، مانند بیکینگ پودر یا مخلوطی از بی کربنات سدیم و سس تارتار ضروری است.

یکی از ویژگی‌های اصلی پارکین این است که به خوبی بافت خود را حفظ می‌کند. آن را گرم می‌کنند یا در هوای آزاد قرار می‌دهند تا سفت و خشک شود و تا حداکثر دو هفته با مرطوب کردن آن دوباره به شکل تازه مصرف شود. 

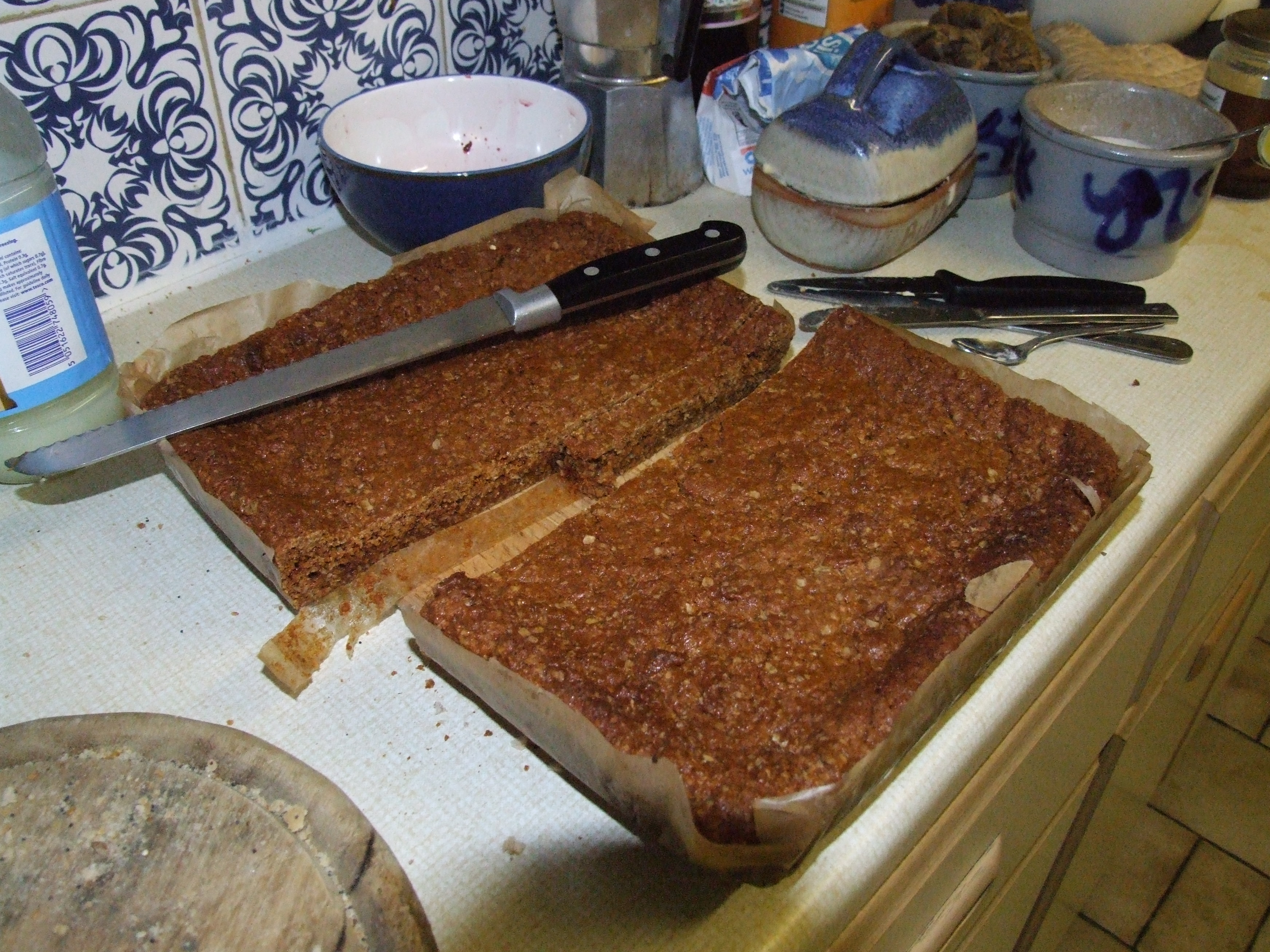
پارکین خارج شده از فر
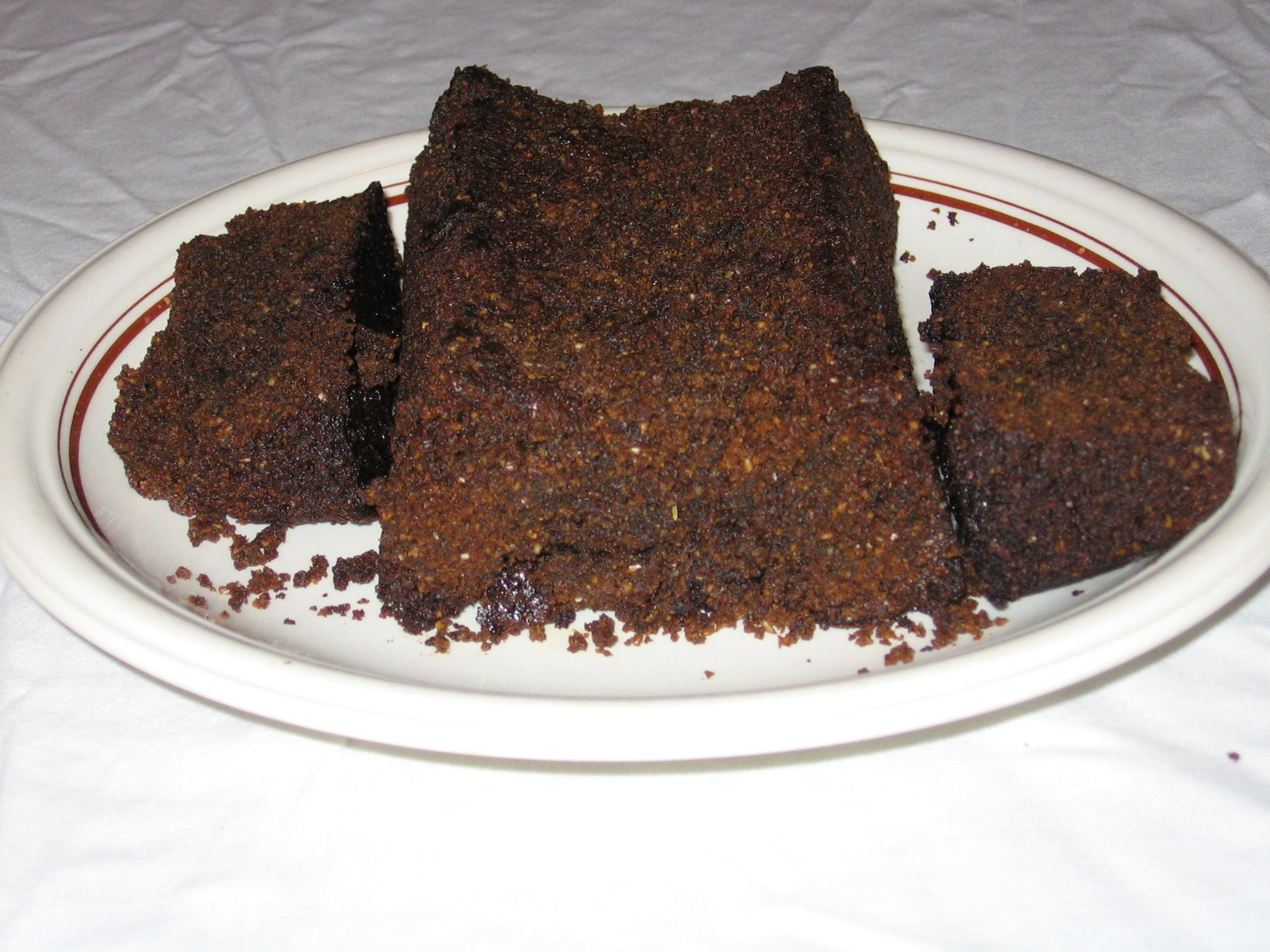
شکر قهوه ای بیشتر به پارکین رنگ تیره می‌دهد